# Graneros
Graneros és una comuna i ciutat situada a la Regió d'O'Higgins a Xile. Al seu terme municipal es troba una factoria de Nestlé. La principal font d'ingressos és l'agricultura.